# Campeonato Brasileño de Fútbol Serie C 2011
La temporada 2011 fue la 21.ª edición del Campeonato Brasileño de Serie C, la tercera categoría del fútbol de Brasil. El torneo dio inicio el 16 de junio y finalizó el 3 de diciembre del año en curso y fue disputado por 20 clubes, de los cuales los cuatro mejores equipos ascendieron a la «Serie-B 2012» y los cuatro últimos descendieron a la «Serie-D 2012».

## Sistema de competición
La edición de 2011 conservó el formato vigente desde la temporada anterior, donde los clubes participantes fueron divididos inicialmente en cuatro grupos de cinco clubes, con los dos primeros de cada grupo avanzando a segunda fase. En segunda fase los ocho clubes fueron divididos en dos grupos, los dos primeros clasificados de cada grupo ascienden a la Série-B 2012. 
Asimismo los últimos clasificados de cada grupo de primera fase son relegados a la Serie-D 2012.
| Equipo            | Ciudad             | Estado              | 2010          | Estadio            | Capacidad |
| ----------------- | ------------------ | ------------------- | ------------- | ------------------ | --------- |
| Águia de Marabá   | Marabá             | Pará                | 8º            | Zinho de Oliveira  | 5500      |
| América           | Natal              | Río Grande do Norte | 20º (Série B) | Machadão           | 42 000    |
| Araguaína         | Araguaína          | Tocantins           | 3º (Série D)  | Mirandão           | 10 000    |
| Brasil de Pelotas | Pelotas            | Río Grande do Sul   | 14º           | Bento Freitas      | 18 000    |
| Brasiliense       | Brasília           | Distrito Federal    | 17º (Série B) | Boca do Jacaré     | 30 000    |
| Campinense        | Campina Grande     | Paraíba             | 12º           | Amigão             | 35 000    |
| Caxias            | Caxias do Sul      | Río Grande do Sul   | 13º           | Francisco Stédile  | 30 822    |
| Chapecoense       | Chapecó            | Santa Catarina      | 7º            | Arena Condá        | 15 000    |
| CRB               | Maceió             | Alagoas             | 11º           | Estadio Rei Pelé   | 20 801    |
| Fortaleza         | Fortaleza          | Ceará               | 10º           | Presidente Vargas  | 20 600    |
| Guarany           | Sobral             | Ceará               | 1º (Série D)  | Estadio do Junco   | 10 001    |
| Ipatinga          | Ipatinga           | Minas Gerais        | 19º (Série B) | Ipatingão          | 20 500    |
| Joinville         | Joinville          | Santa Catarina      | 4º (Série D)  | Arena Joinville    | 22 000    |
| Luverdense        | Lucas do Rio Verde | Mato Grosso         | 9º            | Passo das Emas     | 4000      |
| Macaé             | Macaé              | Río de Janeiro      | 5º            | Moacyrzão          | 15 000    |
| Madureira         | Río de Janeiro     | Río de Janeiro      | 2º (Série D)  | Conselheiro Galvão | 3314      |
| Marília           | Marília            | São Paulo           | 16º           | Bento de Abreu     | 17 963    |
| Paysandu          | Belém              | Pará                | 6º            | Curuzú             | 12 500    |
| Rio Branco        | Rio Branco         | Acre                | 15º           | Arena da Floresta  | 20 000    |
| Santo André       | Santo André        | São Paulo           | 18º (Série B) | Bruno José Daniel  | 15 157    |

## Primera fase

### Grupo A
| Pos | Equipos         | J | V | E | D | GF | GC | DG  | Pts |
| --- | --------------- | - | - | - | - | -- | -- | --- | --- |
| 1   | Rio Branco-AC   | 8 | 5 | 1 | 2 | 12 | 10 | +2  | 16  |
| 2   | Paysandu        | 8 | 4 | 2 | 2 | 13 | 7  | +6  | 14  |
| 3   | Luverdense      | 8 | 4 | 1 | 3 | 11 | 6  | +5  | 13  |
| 4   | Águia de Marabá | 8 | 4 | 1 | 3 | 11 | 8  | +3  | 13  |
| 5   | Araguaína       | 8 | 0 | 1 | 7 | 3  | 19 | -16 | 1   |

- J=Partidos jugados; G=Partidos ganados; E=Partidos empatados; P=Partidos perdidos; GF=Goles a favor; GC=Goles en contra; Dif=Diferencia de goles; Pts=Puntos;.

|  |                               |
|  | Clasificados a Segunda fase.  |
|  | Descendido a la Serie D 2012. |

### Grupo B
| Pos | Equipos           | J | V | E | D | GF | GC | DG | Pts |
| --- | ----------------- | - | - | - | - | -- | -- | -- | --- |
| 1   | América de Natal  | 8 | 5 | 1 | 2 | 16 | 8  | +8 | 16  |
| 2   | CRB Alagoas       | 8 | 3 | 2 | 3 | 7  | 13 | -6 | 11  |
| 3   | Guarany de Sobral | 8 | 2 | 3 | 3 | 9  | 9  | 0  | 9   |
| 4   | Fortaleza         | 8 | 2 | 3 | 3 | 11 | 12 | -1 | 9   |
| 5   | Campinense        | 8 | 2 | 3 | 3 | 7  | 8  | -1 | 9   |

- J=Partidos jugados; G=Partidos ganados; E=Partidos empatados; P=Partidos perdidos; GF=Goles a favor; GC=Goles en contra; Dif=Diferencia de goles; Pts=Puntos;.

|  |                               |
|  | Clasificados a Segunda fase.  |
|  | Descendido a la Serie D 2012. |

### Grupo C
| Pos | Equipos     | J | V | E | D | GF | GC | DG | Pts |
| --- | ----------- | - | - | - | - | -- | -- | -- | --- |
| 1   | Ipatinga    | 8 | 6 | 0 | 2 | 15 | 8  | +7 | 18  |
| 2   | Brasiliense | 8 | 4 | 1 | 3 | 8  | 5  | +3 | 13  |
| 3   | Madureira   | 8 | 3 | 1 | 4 | 7  | 8  | -1 | 10  |
| 4   | Macaé       | 8 | 2 | 2 | 4 | 14 | 17 | -3 | 8   |
| 5   | Marília     | 8 | 2 | 2 | 4 | 11 | 17 | -6 | 8   |

- J=Partidos jugados; G=Partidos ganados; E=Partidos empatados; P=Partidos perdidos; GF=Goles a favor; GC=Goles en contra; Dif=Diferencia de goles; Pts=Puntos;.

|  |                               |
|  | Clasificados a Segunda fase.  |
|  | Descendido a la Serie D 2012. |

### Grupo D
| Pos | Equipos           | J | V | E | D | GF | GC | DG | Pts |
| --- | ----------------- | - | - | - | - | -- | -- | -- | --- |
| 1   | Chapecoense       | 8 | 5 | 1 | 2 | 13 | 7  | +6 | 16  |
| 2   | Joinville         | 8 | 4 | 3 | 1 | 17 | 11 | +6 | 15  |
| 3   | SER Caxias        | 8 | 2 | 2 | 4 | 11 | 14 | -3 | 8   |
| 4   | Santo André       | 8 | 2 | 2 | 4 | 8  | 13 | -5 | 8   |
| 5   | Brasil de Pelotas | 8 | 2 | 2 | 4 | 11 | 15 | -4 | 2   |

- J=Partidos jugados; G=Partidos ganados; E=Partidos empatados; P=Partidos perdidos; GF=Goles a favor; GC=Goles en contra; Dif=Diferencia de goles; Pts=Puntos;.

|  |                               |
|  | Clasificados a Segunda fase.  |
|  | Descendido a la Serie D 2012. |

## Segunda Fase
Los dos primeros equipos de cada grupo ascienden a la Serie-B 2012, los ganadores de cada grupo disputan la final por el título.

### Grupo E
| Pos | Equipos          | J | V | E | D | GF | GC | DG | Pts |
| --- | ---------------- | - | - | - | - | -- | -- | -- | --- |
| 1   | CRB Alagoas      | 6 | 3 | 3 | 0 | 7  | 2  | +5 | 12  |
| 2   | América de Natal | 6 | 2 | 3 | 1 | 6  | 4  | +2 | 9   |
| 3   | Paysandu         | 6 | 2 | 1 | 3 | 5  | 8  | -3 | 7   |
| 4   | Luverdense       | 6 | 0 | 3 | 3 | 4  | 8  | -4 | 3   |

- J=Partidos jugados; G=Partidos ganados; E=Partidos empatados; P=Partidos perdidos; GF=Goles a favor; GC=Goles en contra; Dif=Diferencia de goles; Pts=Puntos;.

|  |                                                   |
|  | Clasificado a la final y asciende a Serie-B 2012. |
|  | Asciende a Serie-B 2012.                          |

### Grupo F
| Pos | Equipos     | J | V | E | D | GF | GC | DG | Pts |
| --- | ----------- | - | - | - | - | -- | -- | -- | --- |
| 1   | Joinville   | 6 | 5 | 1 | 0 | 14 | 5  | +9 | 16  |
| 2   | Ipatinga    | 6 | 3 | 0 | 3 | 9  | 11 | -2 | 9   |
| 3   | Chapecoense | 6 | 1 | 2 | 3 | 12 | 12 | 0  | 5   |
| 4   | Brasiliense | 6 | 1 | 1 | 4 | 9  | 16 | -7 | 4   |

- J=Partidos jugados; G=Partidos ganados; E=Partidos empatados; P=Partidos perdidos; GF=Goles a favor; GC=Goles en contra; Dif=Diferencia de goles; Pts=Puntos;.

|  |                                                   |
|  | Clasificado a la final y asciende a Serie-B 2012. |
|  | Asciende a Serie-B 2012.                          |

### Final
| 26 de noviembre de 2011 | CRB Alagoas | 1 – 3 | Joinville | Estadio Rei Pelé, Maceió        |  |
|                         |             |       |           | Asistencia: 15.557 espectadores |  |

| 3 de diciembre de 2011 | Joinville | 4 – 0 | CRB Alagoas | Arena Joinville, Joinville      |  |
|                        |           |       |             | Asistencia: 19.115 espectadores |  |

| Campeón Brasileño 2011 Serie C      |
| Santa Catarina                      |
| ----------------------------------- |
| Joinville Esporte Clube (1º título) |